# Bennem egy kis Nemzet van
A Bennem egy kis Nemzet van (I'm a Little Bit Country) a South Park című rajzfilmsorozat 100. része (a 7. évad 4. epizódja). Elsőként 2003. április 9-én sugározták az Egyesült Államokban. Magyarországon 2005. március 23-án mutatta be a Cool TV.
Az epizódban az iraki háborút ellenző és támogató South Park-i lakosok csapnak össze, miközben Eric Cartman képzeletbeli időutazást hajt végre az amerikai függetlenségi háború korába. A Bennem egy kis Nemzet van érdekessége, hogy a levetítések sorrendjét tekintve ez a századik South Park-epizód (gyártási szempontból csupán a 97. rész). Az eredeti cím és a szereplők által énekelt dal Donny és Marie Osmond I'm a Little Bit Country című 1970-es évekbeli slágerének paródiája.

## Cselekmény
|  | Alább a cselekmény részletei következnek! |

Az epizód a 2003-as iraki háború idején játszódik; Mr. Garrison beleegyezik, hogy a diákok tanulás helyett önkéntesként részt vehessenek egy háborúellenes tüntetésen, melyet ők örömmel elfogadnak. A helyszínen a riporterek megkérdik Cartmanéktől, szerintük az alapító atyák hogyan vélekednének a kialakult helyzetről, azonban a fiúk teljesen tájékozatlanok a témában, még alapvető történelmi ismeretekkel sem rendelkeznek. Diákjai kínos szereplésén feldühödve Mr. Garrison azt a feladatot adja nekik, hogy az 1776-os eseményekről kell fogalmazást írniuk. Stan Marsh, Kyle Broflovski és Kenny McCormick csoportmunkában dolgozni kezd a projekten, de a tanulni nem akaró, lusta Cartman másképp közelíti meg a problémát; hogy emlékeket ébresszen a gyarmati időkről, egy hatalmas követ ejt a fejére.
A South Park-i embereket élesen megosztja a háború kérdése, de a két tábor egy helyen és egy időben tüntet, ennek eredménye először heves szócsata, majd tömegverekedés lesz, melyben gyilkolni kezdik egymást. Cartman áramütéssel igyekszik megvalósítani képtelennek tűnő ötletét és ezúttal sikerrel is jár. Kómába esik és gondolatban visszatér 1776-ba, Philadelphiába, ahol egy futár megölésével megszerzi a függetlenségi nyilatkozatot, melyet elvisz a kongresszushoz. Itt szembesül azzal, hogy az alapító atyák sem voltak egységes véleményen a britek elleni háborúval kapcsolatban, csakúgy mint a South Park-i lakosok a jelen korban.
Megjelenik Benjamin Franklin, aki megosztja álláspontját az egybegyűltekkel: egy új állam nem épülhet az erőszakra, viszont gyengének sem tűnhet a többi ország előtt. Ennek érdekében háborúzni kell, de eközben engedélyezni kell a béketüntetéseket is. Így elmondhatják magukról, hogy készek harcba szállni, de ugyanakkor nem akartak háborút, tehát nem okolhatják őket semmiért. Az ország ereje ezért abban rejlik, hogy mindig mást mondanak, mint amit tesznek. Cartman felébred a kómából és az üzenetet kézbesítve sikerül véget vetnie a két ellentábor közötti erőszaknak. Az eddig szembenálló felek egy közös dallal ünneplik meg az egymással való kibékülést és egyben a sorozat 100. epizódját. A tömegben több vendég- és mellékszereplő is felbukkan, olyanok is, akik a történet szerint már korábban meghaltak. Legvégül Kyle megjegyzi, mennyire utálja ezt a várost.